# Hán tự hóa Đức văn
Hán tự hoá Đức văn (tiếng Đức: Deutsch in Sinnschrift; tiếng Anh: The German Language in Chinese Script) là tác phẩm của một nhà Hán học người Đức Sky Darmos xuất bản năm 2013. Tác phẩm này vốn là một bộ từ điển từ đồng nguyên giữa tiếng Hán và tiếng Đức, trên lập trường tất cả cá ngôn ngữ trên thế giới đều có chung nguồn gốc.
Nghiên cứu của Sky Darmos bắt đầu vào năm 2006. Cuốn sách được xuất bản lần đầu tiên vào ngày 15 tháng 11 năm 2013, và ấn bản mới nhất được xuất bản vào ngày 8 tháng 9 năm 2014.
Mục đích của nghiên cứu là đề ra phương pháp viết tiếng Đức và các ngôn ngữ gần ngữ hệ, như tiếng Anh, tiếng Hà Lan, tiếng Thụy Điển, v.v.  bằng chữ Hán bằng cách sử dụng những chữ Hán có âm đọc và ngữ nghĩa tương đồng với các hình vị trong tiếng Đức và các ngôn ngữ châu Âu khác để ghi lại các hình vị này. Do khả năng ngôn ngữ của soạn giả bị hạn chế, tác phẩm này không kê ra hết được tất cả các từ vựng tiếng Đức với chữ Hán tương đương.
Cuốn sách tổng hợp các kết quả nghiên cứu từ nguyên tiếng Đức và tiếng Hán, đồng thời sáng lập một bộ môn tương đối mới với tên gọi "Hán Âu từ nguyên học đối chiếu". Cuốn sách này không chỉ nghiên cứu ngôn ngữ học thuần tuý mà còn nhắm đến việc Hán hoá tiếng Đức cũng như các tiếng gốc Latinh, sau nữa là toàn bộ các ngôn ngữ trên thế giới. Ý tưởng này xuất phát từ niềm tin rằng chữ Hán, với tính kế thừa cao, sẽ có khả năng làm chữ viết chung cho toàn thế giới, giúp nâng cao khả năng giao tiếp xuyên ngôn ngữ, "góp phần thúc đẩy hòa bình thông qua việc giúp những cộng đồng ngôn ngữ khác nhau trên thế giới hiểu nhau và loại bỏ hoàn toàn tư tưởng bài ngoại hẹp hòi của con người ".